# Cinturón de cobre

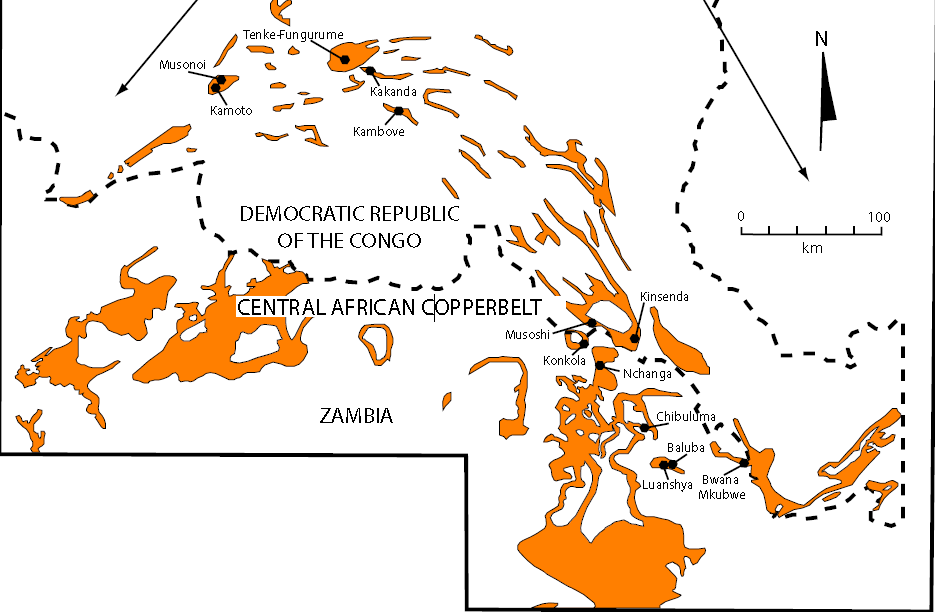
Mapa geológico del cinturón de cobre de África central del supergrupo Katanga y ubicaciones de minas

El cinturón de cobre (en francés: ceinture du cuivre y en inglés Copperbelt) es una región natural de África Central en la región fronteriza entre el norte de Zambia y el sur de la República Democrática del Congo. Es conocida porque en ella se practica la minería de cobre.
Incluye las regiones mineras de la provincia de Copperbelt de Zambia (sobre todo, las ciudades de Ndola, Kitwe, Chingola, Luanshya y Mufulira ) y las provincias de Alto Katanga y Lualaba del Congo (aobre todo, Lubumbashi, Kolwezi y Likasi). El cobre aparece en una secuencia neoproterozoica de formaciones geológicas conocida como Supergrupo Katanga.
En algunos casos, el Congo queda excluido por completo. El Copperbelt de Zambia se convirtió en provincia poco después de su independencia en 1964. El presidente Kenneth Kaunda cambió el nombre a la actual provincia de Copperbelt en 1969. Desde la época de la expansión bantú, tanto la región de Katanga en el Congo como la del Cinturón de Cobre en Zambia se han llamado tierra de los lambas, en honor al pueblo lamba. Ambas provincias abundan en riqueza mineral.

## Prehistoria
El cinturón de cobre apenas estaba habitado antes de la llegada del pueblo lamba desde los reinos Luba y Lunda. Los lamba se establecieron en el lago Kashiba, y desde allí se extendieron hacia el este, el norte, el sur y el oeste.

## Historia

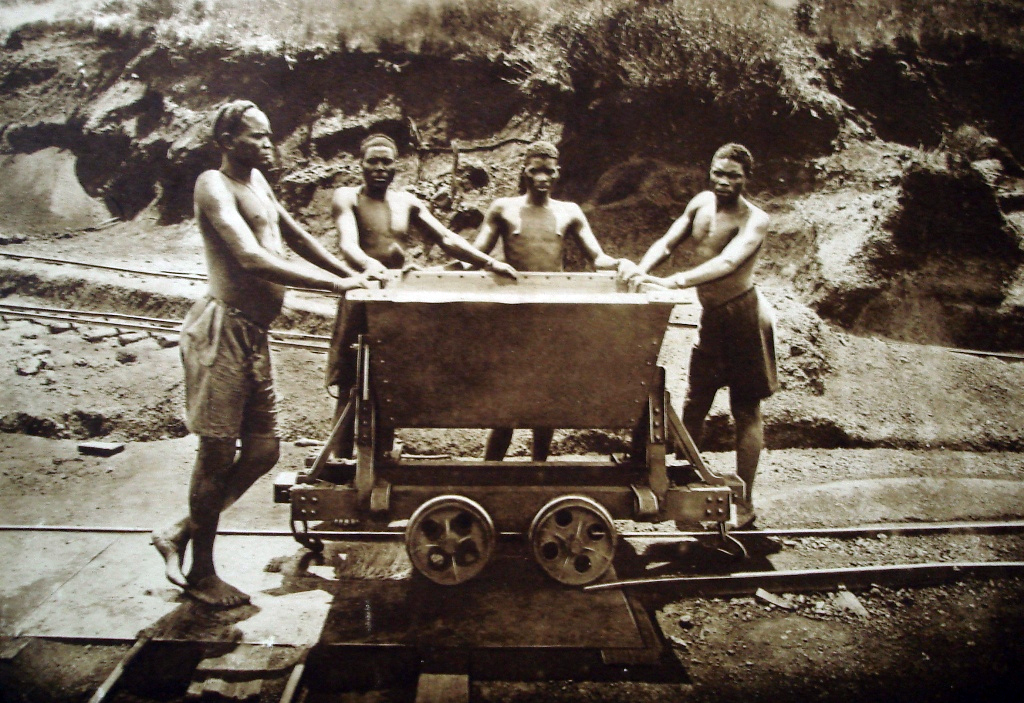
Trabajadores migrantes ruandeses en una mina de cobre congoleña, en torno a 1920, durante el período colonial belga.

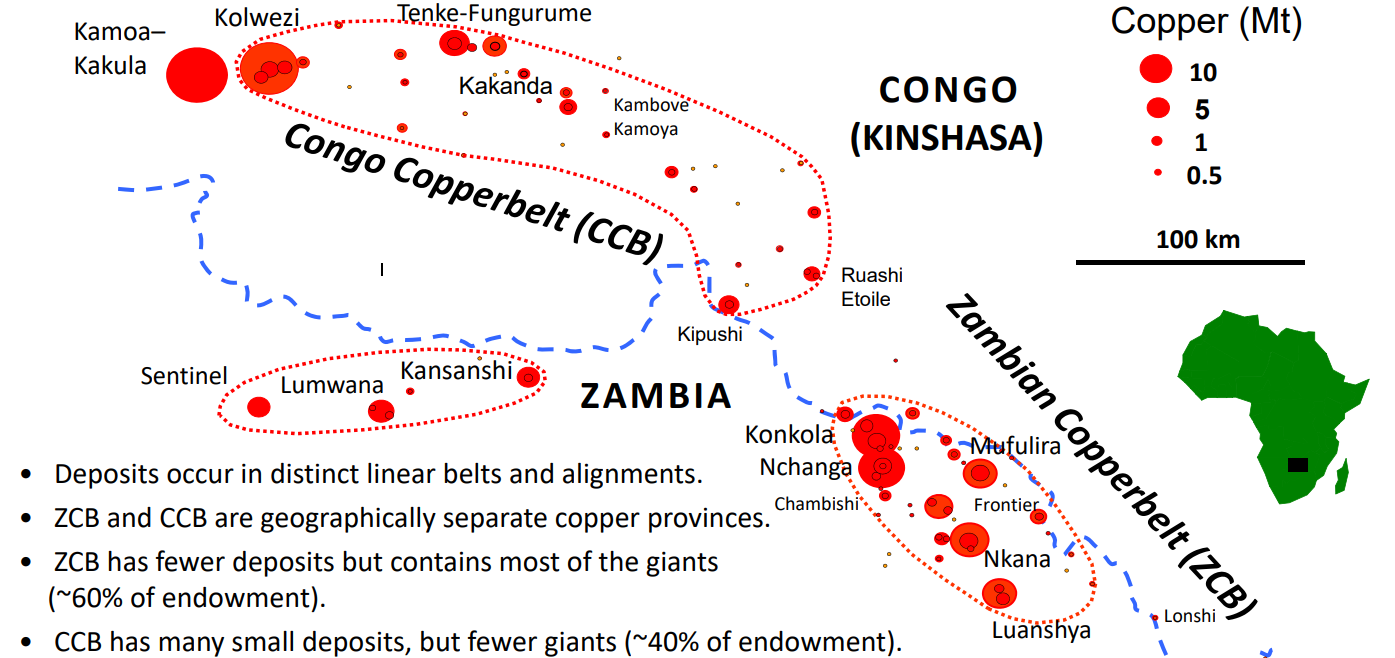
Centros mineros del Copperbelt

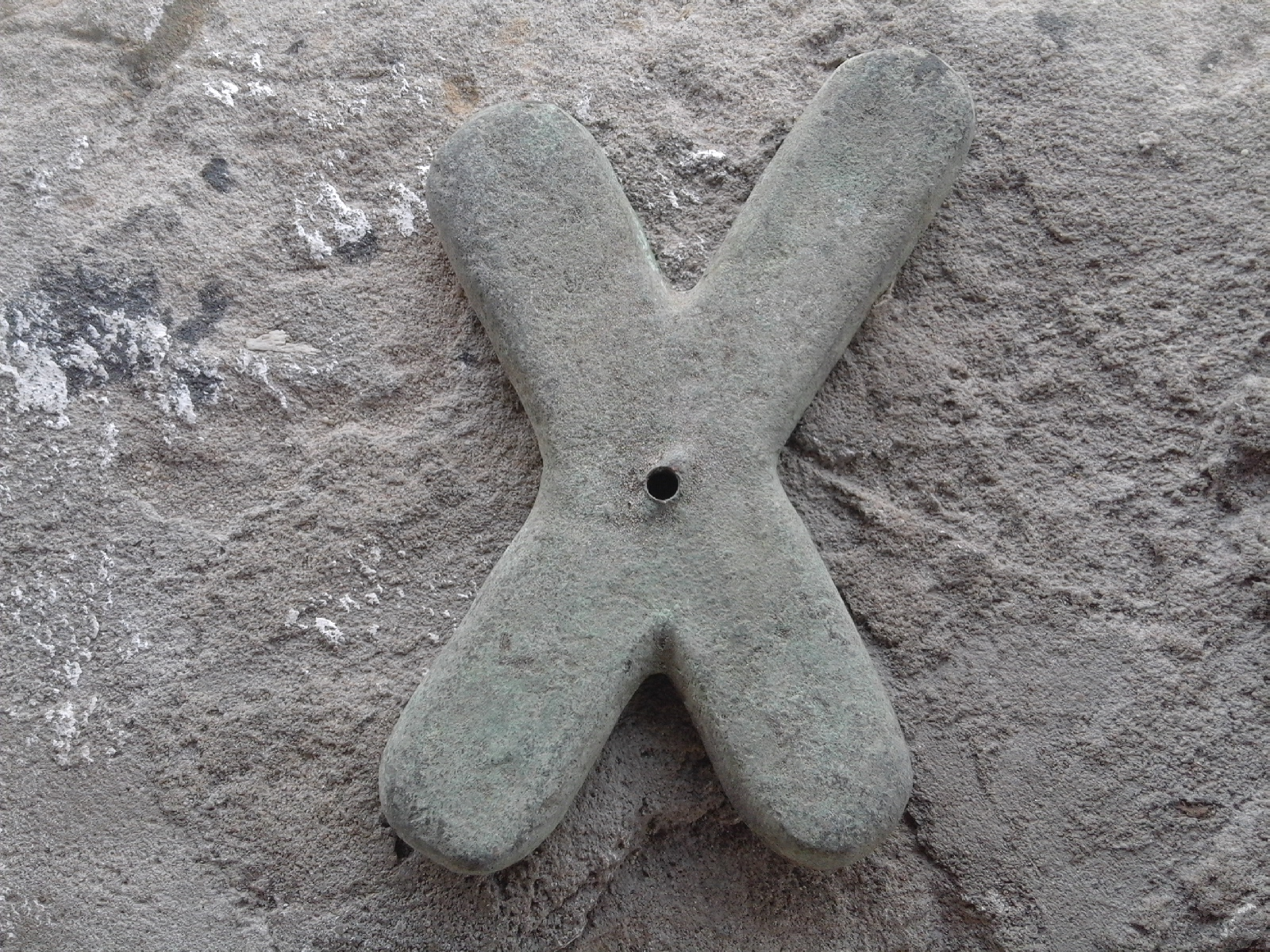
Moneda de cobre precolonial de la provincia de Katanga. Estas monedas que forman la Cruz de Katanga ya no se producen, pero las que quedan se utilizan simbólicamente para el pago de la dote (junto con dinero y otros bienes) entre las familias tradicionales.

El descubrimiento por parte de Occidente de cobre en Zambia se debe en parte al explorador estadounidense Frederick Russell Burnham. En 1895 dirigió la expedición de la Northern Territories (BSA) Exploration Co., que descubrió que existían importantes depósitos de cobre en África Central. A lo largo del río Kafue, en la entonces Rodesia del Norte, Burnham vio muchas similitudes con los depósitos de cobre en los que había trabajado en los Estados Unidos, y se encontró con nativos que llevaban brazaletes de cobre. En su informe a la Compañía Británica de Sudáfrica, Burnham escribió: 
A unas 200 millas al norte de las cataratas del río Incalla, y a doce millas del Kafukwe [ahora conocido como río Kafue] y aún en la alta meseta, se encuentra probablemente uno de los mayores yacimientos de cobre del continente. Los nativos han trabajado este mineral durante siglos, como lo demuestran sus antiguos vertederos, y lo siguen trabajando hoy en día. El campo es muy extenso y llega hasta Katanga ... Los nativos que habitan esta parte del país son trabajadores cualificados y han comerciado con sus productos artesanales con todos los que llegan hasta allí, incluso en lugares tan lejanos como la costa occidental,  con los portugueses, y la costa oriental, con los árabes. Estos nativos, siendo mineros y trabajadores del cobre y el hierro, y estando ubicados en la región de forma permanente, proporcionarían el elemento necesario para el desarrollo de estos campos.
El creciente uso del cobre hace que sea uno de los productos más valiosos para un país... Las minas de cobre de Montana y Arizona han demostrado ser más valiosas que las de oro, a pesar del hecho de que el cobre tuvo que ser transportado dos mil millas por ferrocarril hasta la costa, y el carbón y el coque para fundirlo tuvieron que ser transportados cientos de millas hasta las minas. En lo que se refiere a las dificultades naturales, este campo del norte puede ser alimentado con los depósitos de carbón del valle del Zambeze [Burnham había descubierto previamente enormes yacimientos de carbón en Hwange], y el producto enviado a la Costa Este, a un costo menor que el producto de Montana y Arizona, puede depositarse en el muelle de Nueva York .
Muchos años después, la Compañía Británica de Sudáfrica construyó ciudades a lo largo del río y un ferrocarril para transportar el cobre a través de Mozambique.
Durante la década de 1950, Copperbelt era la zona productora de cobre más grande del mundo, incluyendo la mina Roan Antelope, la mina Nkana, las minas Nchanga, la mina Mufulira y la mina Rokana.
La calcopirita, la bornita y la calcocita se encuentran en las lutitas calcáreas metamorfoseadas y arcosas de la Formación Roan Inferior en el Sistema Katanga.

## Supergrupo Katanga

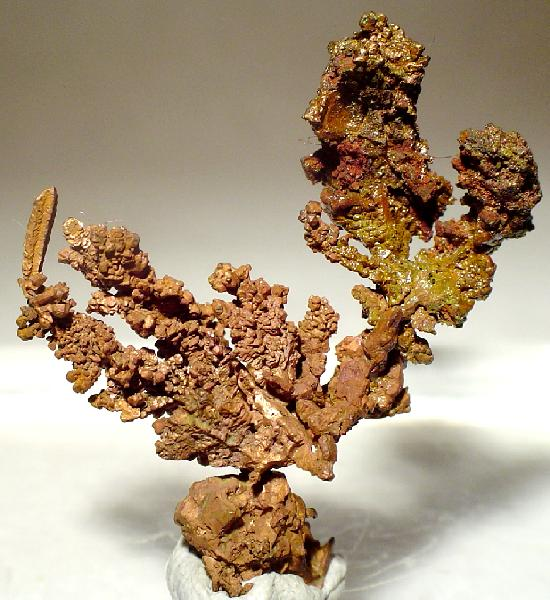
Cobre nativo, mina Mufulira de la provincia Copperbelt de Zambia, donde se extrae cobre de las formaciones del supergrupo Katanga

El supergrupo Katanga es una secuencia neoproterozoica de formaciones geológicas que se encuentra en África central. La formación está bien estudiada por sus ricos depósitos estratiformes de cobre y cobalto extraídos extensivamente del Cinturón de Cobre de África Central en Zambia y la República Democrática del Congo. Afloramientos particularmente ricos del Grupo Roan del supergrupo se encuentran en la Provincia oriental de Katanga de la República Democrática del Congo, donde se ha realizado extracción de cobre a cielo abierto.
El supergrupo Katanga se superpone de manera discordante al granito 883 Ma Nchanga. El supergrupo Katanga se divide en cuatro series metasedimentarias, desde los conglomerados, areniscas y lutitas siliclásticas y dolomíticas más antiguas del Grupo Roan, hasta el Grupo Nguba, compuesto principalmente por carbonatos y lutitas ricas en carbono, y el Grupo Kundelungu, el más joven y superior, que incluye metasedimentos glaciales y un carbonato de capa.
El supergrupo Katanga se correlaciona con rocas del Grupo Makuti en otras partes de la República Democrática del Congo.

## Minas del supergrupo Katanga
- República Democrática del Congo
  - Mina Dikulushi
  - Mina Dikuluwe
  - Mina Etoile
  - Mina Frontier, Katanga
  - Mina Kalukundi
  - Kalumines
  - Minas de Kambove
  - Mina Kamfundwa
  - Mina Kamoto
  - Mina Kananga
  - Mina Kinsenda
  - Kinsevero
  - Mina Kipoi
  - Mina Kipushi
  - Mina Kolwezi
  - Mina de Lonshi
  - Mina de Luishia
  - Mina Luiswishi
  - Luita
  - Mashamba Este
  - Mina Mukondo
  - Mina Musonoi
  - Mina Musoshi
  - Mina Mutanda
  - Mina Mutoshi
  - Mina Ruashi
  - Perspectiva de Sase
  - Mierda
  - Tilwezembe
- Zambia
  - Mina Chambishi
  - Mina de Lumwana
  - Mina de Mufulira
  - Mina Nkana
  - Minas de cobre de Konkola
  - Mina Kansanshi
  - Mina centinela
  - Mina de Lumwana